# Сражение при Галаце (1789)
Сражение при Галаце — одно из сражений во время русско-турецкой войны (1787—1791) между российскими войсками генерал-адъютанта В. Х. Дерфельдена и турецким корпусом Ибрагим-паши.
Выполняя распоряжение командующего русской Украинской армией генерал-фельдмаршала П. А. Румянцева, Дерфельден, собрав все силы у Бырлада, 10 (21) апреля перешёл в наступление и 16 (27) апреля разбил турок при местечке Максимени, причём взял в плен командующего турецким корпусом Якуб-пашу, 120 человек, 1 орудие и 4 знамени.
От Максимен Дерфельден двинулся к Галацу, где Ибрагим-паша с 20-тысячным корпусом занял сильную и хорошо укреплённую позицию.
20 апреля, подойдя к Галацу и произведя рекогносцировку позиций противника, Дерфельден убедился, что нельзя рассчитывать на успех внезапной атаки с фронта, поэтому совершил фланговый марш и развернул свой отряд под прикрытием высот перпендикулярно к правому флангу османской позиции. Турки обнаружили этот манёвр только тогда, когда три батальона пошли в атаку на батарею на холме на правом турецком фланге. Во главе их шёл сам генерал Дерфельден; под ним была убита лошадь и, падая с неё, он сильно разбил себе лицо, но, несмотря на это быстро поднялся на ноги и снова пошёл во главе батальонов.
Попытка перебраться через ров и захватить батарею закончилась неудачей, так как ноги солдат скользили по размокшему от дождей скату рва. Дерфельден приказал разбирать турецкие шалаши, составленные из досок, и перебрасывать эти доски через ров. Благодаря этому гренадеры выбили турок вначале с первого ложемента, затем со второго и, наконец, с третьего, переколов штыками их 560 защитников.
Затем Дерфельден снова повернул фронт, и его отряд двинулся в атаку на высоту с редутом на левом фланге турок. Часть отряда была отправлена в обход для окружения редута. Турки (около 700 человек) не стали сопротивляться и капитулировали. 
Когда высоты были взяты, главные силы Ибрагим-паши, составлявшие центр его позиции, поспешно сели на суда, стоявшие у Галаца, и бежали вниз по Дунаю. 
При поражении османы потеряли до 2000 (по другим данным 1500) человек убитыми. Командовавший войсками, сераскир Ибрагим-паша взят был в плен с 1500 нижних чинов и офицеров; кроме того, у турок было взято 37 знамён и 13 орудий.
Дерфельден приказал сжечь Галац, а его жителей переселить в Молдавию. 23 апреля его отряд отошёл в Былрад. За эту двойную победу над турками, имевшую своим последствием поспешное отступление их за Дунай, Дерфельден был награждён орденом Святого Георгия 2-й степени.